# Канавино (Мачерата)
Канавино (итал. Cannavino) насеље је у Италији у округу Мачерата, региону Марке.
Према процени из 2011. у насељу је живело 16 становника. Насеље се налази на надморској висини од 423 м.